# La saggezza del dubbio
La saggezza del dubbio (The Wisdom of Insecurity: A Message for an Age of Anxiety) è un libro di saggistica scritto dal filosofo Alan Watts. 
Partendo dal concetto di "legge dello sforzo alla rovescia" (o legge d'inversione), il saggio mette in luce come la ricerca di sicurezza psicologica e gli sforzi fatti per trovare una certezza spirituale e intellettuale non facciano altro che renderci ancora più insicuri.